# Nina Räcke
Nina Räcke (* 17. September 2001 in Burg (bei Magdeburg)) ist eine deutsche Fußballspielerin. Ab der Spielzeit 2025/26 steht sie beim Hamburger SV unter Vertrag.

## Karriere
Räcke wuchs in Theeßen im Jerichower-Land auf und begann schon früh, gemeinsam mit ihren beiden älteren Brüdern, mit dem Fußballspielen. Zunächst durchlief sie die Jugendmannschaften des örtlichen Fußballvereins SV Theeßen 1985, in dem sie unter anderem durch den Vater gefördert und trainiert wurde. Anschließend spielte sie in der Jungenmannschaft des Burger BC 08. Sie besuchte das Sportgymnasium Magdeburg und spielte von 2015 bis 2018 für den Magdeburger FFC.
Von 2018 bis 2020 gehörte sie der zweiten Mannschaft des VfL Wolfsburg an. Zur Saison 2020/21 wechselte Räcke zur SGS Essen, bei der sie einen bis zum 30. Juni 2023 gültigen Vertrag unterschrieb. Nach Vertragsende wechselte sie zu RB Leipzig.
Zur Saison 2025/26 wechselt Räcke innerhalb der Liga zum Aufsteiger Hamburger SV. Sie unterschrieb einen bis 2027 gültigen Vertrag.

## Persönliches
Räcke studiert Energie- und Wassermanagement.